# グルタチオンオキシダーゼ
グルタチオンオキシダーゼ（glutathione oxidase）は、グルタチオン代謝酵素の一つで、次の化学反応を触媒する酸化還元酵素である。
2 グルタチオン + O2 {\displaystyle \rightleftharpoons } グルタチオンジスルフィド + H2O2
反応式の通り、この酵素の基質はグルタチオンとO2、生成物はグルタチオンジスルフィドとH2O2である。補因子としてFADを用いる。
組織名はglutathione:oxygen oxidoreductaseである。